# Lešnica (Drava)
Léšnica je levi pritok Drave tik nad Ormožem. Začne se z neznatnim izvirom v plitvi dolinici pod vasjo Rakovci na južni strani glavnega razvodnega slemena v vzhodnem delu Slovenskih goric. Najprej teče po plitvi in široki dolini proti jugovzhodu skozi Koračice, nato po razmeroma široki dolini proti jugu in jugovzhodu skozi Hranjigovce ter Gornje in Spodnje Ključarovce. Pri vasi Lešnica se ponovno obrne proti jugu in se nekoliko niže, tik pred mestom Ormož izliva v Dravo. Ima precej razvejeno porečje, a večinoma kratke pritoke; nekoliko večji so samo Vudina z desne strani ter leva pritoka iz Matečove in Stanovenske grabe.
Nekoč je tekel potok po mokrotnem dolinskem dnu in ga pogosto poplavljal, tako da je bilo skoraj povsem neposeljeno, posamične kmetije so bile odmaknjene na višje dolinsko obrobje. Ob potoku, ki je drobno vijugal po dolinskem dnu, je bilo samo nekaj manjših mlinov v srednjem toku. Značilnosti potoka in dolinskega dna so se močno spremenile z obsežnimi melioracijami in komasacijami v 80. letih dvajsetega stoletja: nekdanjo strugo potoka so skoraj v celoti izravnali in spremenili v umetni kanal, mokrotne travnike pa spremenili v njive in intenzivne travnike. Kmetijske površine segajo zdaj povsem do potoka, ki je mestoma brez zaščitnega pasu grmovja in drevja ob brežinah, tako da je precej izpostavljen vnosu finega plavja, gnojil in zaščitnih sredstev z njih. Vanj se stekajo tudi številni osuševalni jarki in po umetnih strugah speljani pritoki. Naravna struga je ostala samo v spodnjem toku, dolvodno oz izliva Vudine.